# Jean-Paul Vesco
Jean-Paul Vesco, O.P. (Lyon, 10 de março de 1962) é um frei e cardeal francês da Igreja Católica com atuação na Argélia, atual arcebispo de Argel.

## Biografia
Jean-Paul Vesco primeiro estudou direito e trabalhou como advogado em Paris por sete anos antes de entrar na ordem dominicana em 1995 e fazer sua profissão em 14 de setembro de 1996. Após sua formação teológica, foi ordenado diácono em 1 de julho de 2000, na Catedral de Estrasburgo por Joseph Pierre Aimé Marie Doré, P.S.S., arcebispo de Estrasburgo. Recebeu a ordenação presbiteral em 24 de junho de 2001, na Igreja de Saint-Ferdinand des Ternes de Paris, de Yves François Patenôtre, bispo de Saint-Claude.
Depois de estudar na Escola Bíblica e Arqueológica Francesa de Jerusalém, mudou-se para Tremecém, na Argélia, para restabelecer um ramo dominicano seis anos após o assassinato de Pierre Claverie, O.P., então bispo de Orã. Em 2005 foi nomeado vigário-geral da diocese de Orã e em 2007 também ecônomo. Em dezembro de 2010, Vasco foi eleito prior provincial dos dominicanos na França e teve que deixar a Argélia para se estabelecer em Paris.
Em 1 de dezembro de 2012, o Papa Bento XVI o nomeou bispo de Orã. O arcebispo de Lyon, cardeal Philippe Barbarin, o consagrou bispo em 25 de janeiro do ano seguinte, coadjuvado pelo arcebispo de Argel, Ghaleb Moussa Abdalla Bader, e seu antecessor Alphonse Georger, na Catedral de Santa Maria de Orã.
O Papa Francisco o nomeou arcebispo de Argel em 27 de dezembro de 2021. A posse ocorreu em 11 de fevereiro de 2022.
Durante o Angelus de 6 de outubro de 2024, Papa Francisco anunciou que o criaria cardeal no Consistório de 7 de dezembro de 2024. Recebeu o barrete vermelho, o anel cardinalício e o título de cardeal-presbítero de Sagrado Coração de Jesus agonizante em Vitinia.